# Zandalee
Zandalee is een thriller uit 1991 onder regie van Sam Pillsbury.

## Verhaal
Zandalee Martin (Erika Anderson) is haar man Thierry (Judge Reinhold) beu en valt voor Johnny Collins (Nicolas Cage), een vroegere vriend van Thierry. Johnny maakt gebruik van de situatie en begint een affaire met Zandalee, maar als hij haar vraagt haar man voor hem te verlaten, weigert ze dat en stopt ze met hun verhouding. Johnny gaat daar niet mee akkoord.

## Rolverdeling
| Acteur           | Personage       |
| ---------------- | --------------- |
| Nicolas Cage     | Johnny Collins  |
| Judge Reinhold   | Thierry Martin  |
| Erika Anderson   | Zandalee Martin |
| Joe Pantoliano   | Gerri           |
| Viveca Lindfors  | Tatta           |
| Aaron Neville    | Jack            |
| Steve Buscemi    | OPP Man         |
| Ian Abercrombie  | Louis Medina    |
| Marisa Tomei     | Remy            |
| Newell Alexander | Allen Calhoun   |
| Blaise Delacroix | Pepe            |
| Eliott Keener    | Richard Norvo   |
| Don Brady        | Father Brady    |
| Becky Allen      | Tesa            |
| Buckley Norris   | Buckley         |
| Zach Galligan    | Rog             |